# Barry Mannakee
Barry Albert Mannakee (1 de junio de 1947-15 de mayo de 1987) fue agente de policía del Escuadrón de Protección Real y guardaespaldas de la princesa Diana de Gales. Mannakee fue transferido de sus funciones tras ser descrita su relación con la princesa como «inapropiada» (Diana llegó a afirmar que estaba «enamorada» de él). Mannakee murió en un accidente de tráfico en 1987, si bien con el tiempo surgiría una teoría conspirativa la cual defendía que su muerte había sido provocada. Diana siempre pensó que los servicios de seguridad estuvieron involucrados en la muerte de Mannakee, aunque una investigación al respecto demostró la falsedad de la supuesta conspiración. 

## Biografía

### Vida personal y carrera
Mannakee, agente de policía del Escuadrón de Protección Real, se convirtió en guardaespaldas de la princesa Diana de Gales en 1985, siendo transferido al año siguiente al Grupo de Protección Diplomática con sede en el centro de Londres. Mannakee tenía una esposa, Susan, y dos hijos.

### Relación con la princesa de Gales
En una grabación realizada a Diana por su entrenador de voz Peter Settelen en 1992, la princesa admitió que de 1984 a 1986 estuvo «profundamente enamorada de alquien que trabajaba en este ambiente». Aunque nunca reveló el nombre de esa persona, se asume que se estaba refiriendo a Mannakee, quien en 1986 fue removido de su puesto después de que sus superiores llegasen a la conclusión de que su relación con Diana había sido «inapropiada». La princesa declaró en una grabación que Mannakee había sido «expulsado» debido a las sospechas de que ambos tenían una relación amorosa (Diana llegaría a afirmar que «solo era feliz cuando él estaba cerca» y que su muerte fue «el mayor golpe de mi vida»).

### Muerte
Poco después de las 22:00 horas del 15 de mayo de 1987, Mannakee murió en la carretera A11, en Woodford (Londres), mientras se dirigía a su casa en Loughton cuando la motocicleta Suzuki en la que viajaba como pasajero, conducida por el agente de policía Steven Peat, chocó contra un Ford Fiesta conducido por una joven de 17 años, Nicola Chopp, quien había aprobado el examen de conducir seis semanas antes. Tras esperar que un coche girase a la izquierda, Chopp giró a la derecha, cruzándose en el camino de la motocicleta. Peat trató de evitar al automóvil, pero se produjo una colisión y Mannakee salió despedido contra la ventanilla trasera derecha, muriendo prácticamente en el acto al partirse la espina dorsal en dos. Peat y Chopp sobrevivieron, concluyendo una investigación que la muerte de Mannakee había sido un accidente.
Poco después surgió una teoría conspirativa en torno al fallecimiento de Mannakee debido a su presunto romance con Diana de Gales y su consiguiente cambio de puesto, creyendo algunos miembros de su familia que los servicios secretos pudieron estar detrás de la muerte de Mannakee. Chopp afirmó haber sido presionada para declararse responsable del accidente, manifestando que la noche de los hechos vio «luces deslumbrantes» provenientes de un «coche misterioso»: «Siempre me he preguntado si algunas fuerzas más siniestras estuvieron trabajando esa noche, aunque nunca pude probarlo. Creo, con convicción, que yo no fui la causa de la muerte de Barry Mannakee». Nunca se hallaron indicios de la presencia de otros vehículos involucrados en el accidente.
En 2004, Charles Nall-Cain, III barón Brocket, declaró que mientras cumplía pena de cárcel por fraude, un exagente de policía también encarcelado le contó que una prueba forense de un expediente secreto demostraba que la motocicleta Suzuki había sido manipulada deliberadamente. Por su parte, Peat afirmó que el choque no fue «nada más» que un accidente, opinión compartida por la exesposa de Mannakee y los policías que investigaron originalmente el caso. William Langley, de The Telegraph, escribió que la ruta tomada por Peat había sido improvisada con el fin de ahorrar tiempo y que, en consecuencia, era poco probable que el accidente hubiese sido planeado (la muerte de Mannakee sería nuevamente examinada durante la investigación con motivo del fallecimiento de Diana de Gales).